# Jean-René Jérôme
Jean-René Jérôme was een Haïtiaanse schilder en beeldhouwer. Hij wordt beschouwd als een van Haïti’s grootste kunstenaars. Jean-René Jérôme volgde zijn eerste kunstopleiding in Port-Au-Prince. Zijn familie maakt deel uit van de elite in Haïti, wat hem is staat stelde een grote variëteit van artistieke activiteiten te ontplooien, zoals dans, theater, tekenen, zingen en schilderen. Hij kreeg de mogelijkheid om verder te studeren in tekenen en schilderen op de 'School of Fine Arts' in Haïti.
In 1965 won hij de eerste prijs op de Esso Salon Competitie; een belangrijke prijs met deelnemers uit heel Latijns-Amerika. Niet lang daarna besloot hij zich helemaal te gaan richten op het schilderen en hij opende een studio in Port-au-Prince in 1968. Jérôme is bekend door de originaliteit van zijn schilderijen, in het bijzonder die van vrouwelijk naakt. Hij kreeg een studiebeurs van de overheid van de Verenigde Staten in 1970 en bleef daar vier maanden studeren en werken met Bernard Séjourne. In 1973 keerde hij terug naar Haïti en ging doceren op de school voor beeldende kunsten. Hij richtte de School of Beauty op met Bernard Séjourne, Jean-Claude Legagneur en Philippe Dodard. Jérôme overleed op 49-jarige leeftijd.
In 1985, stichtte hij "Ateliers Jérôme" waar naast zijn eigen werken ook werken van andere kunstenaars werden getoond. Zijn werk is buiten Haïti geëxposeerd in landen als Canada, de Verenigde Staten (Brooklyn Museum), Brazilië, Senegal, Israël, Martinique, Dominicaanse Republiek, Frankrijk (Grand Palais 2015 en Centre Georges Pompidou 2004), Spanje, Duitsland en Nederland (Tropenmuseum 1979).